# Marcel Titsch-Rivero
Marcel Titsch-Rivero (Francoforte sul Meno, 2 novembre 1989) è un calciatore tedesco, di origini spagnole, centrocampista del Pars Neu Isenburg.

## Carriera
Prodotto delle giovanili dell'Eintracht Francoforte, dal 2009 al 2012 ha fatto parte della rosa della prima squadra, con cui ha giocato due partite in Bundesliga. In seguito ha militato in varie squadre tra la seconda e la terza divisione tedesca.

## Statistiche

### Presenze e reti nei club
Statistiche aggiornate al 24 novembre 2021.
| Stagione                        | Squadra                         | Campionato                      | Campionato | Campionato | Coppe nazionali | Coppe nazionali | Coppe nazionali | Coppe continentali | Coppe continentali | Coppe continentali | Altre coppe | Altre coppe | Altre coppe | Totale | Totale |
| Stagione                        | Squadra                         | Comp                            | Pres       | Reti       | Comp            | Pres            | Reti            | Comp               | Pres               | Reti               | Comp        | Pres        | Reti        | Pres   | Reti   |
| ------------------------------- | ------------------------------- | ------------------------------- | ---------- | ---------- | --------------- | --------------- | --------------- | ------------------ | ------------------ | ------------------ | ----------- | ----------- | ----------- | ------ | ------ |
| mar.-apr. 2008                  | Eintracht Francoforte II        | OL                              | 2          | 0          |                 | -               | -               |                    | -                  | -                  |             | -           | -           | 2      | 0      |
| 2008-2009                       | Eintracht Francoforte II        | RL                              | 27         | 2          |                 | -               | -               |                    | -                  | -                  |             | -           | -           | 27     | 2      |
| 2009-2010                       | Eintracht Francoforte II        | RL                              | 22         | 5          |                 | -               | -               |                    | -                  | -                  |             | -           | -           | 22     | 5      |
| 2010-2011                       | Eintracht Francoforte II        | RL                              | 18         | 7          |                 | -               | -               |                    | -                  | -                  |             | -           | -           | 18     | 7      |
| 2011-2012                       | Eintracht Francoforte II        | RL                              | 23         | 1          |                 | -               | -               |                    | -                  | -                  |             | -           | -           | 23     | 1      |
| Totale Eintracht Francoforte II | Totale Eintracht Francoforte II | Totale Eintracht Francoforte II | 92         | 15         |                 | -               | -               |                    | -                  | -                  |             | -           | -           | 92     | 15     |
| 2009-2010                       | Eintracht Francoforte           | BL                              | 1          | 0          | CG              | 0               | 0               |                    | -                  | -                  |             | -           | -           | 1      | 0      |
| 2010-2011                       | Eintracht Francoforte           | BL                              | 1          | 0          | CG              | 0               | 0               |                    | -                  | -                  |             | -           | -           | 1      | 0      |
| 2011-2012                       | Eintracht Francoforte           | BL                              | 0          | 0          | CG              | 0               | 0               |                    | -                  | -                  |             | -           | -           | 0      | 0      |
| Totale Eintracht Francoforte    | Totale Eintracht Francoforte    | Totale Eintracht Francoforte    | 2          | 0          |                 | 0               | 0               |                    | -                  | -                  |             | -           | -           | 2      | 0      |
| 2012-2013                       | Heidenheim                      | 3L                              | 28         | 3          | CG              | 0               | 0               |                    | -                  | -                  |             | -           | -           | 28     | 3      |
| 2013-2014                       | Heidenheim                      | 3L                              | 20         | 2          | CG              | 0               | 0               |                    | -                  | -                  |             | -           | -           | 20     | 2      |
| 2014-2015                       | Heidenheim                      | 2L                              | 29         | 1          | CG              | 1               | 0               |                    | -                  | -                  |             | -           | -           | 30     | 1      |
| 2015-2016                       | Heidenheim                      | 2L                              | 24         | 0          | CG              | 3               | 0               |                    | -                  | -                  |             | -           | -           | 27     | 0      |
| 2016-2017                       | Heidenheim                      | 2L                              | 32         | 0          | CG              | 2               | 0               |                    | -                  | -                  |             | -           | -           | 34     | 0      |
| 2017-2018                       | Heidenheim                      | 2L                              | 30         | 1          | CG              | 3               | 0               |                    | -                  | -                  |             | -           | -           | 33     | 1      |
| Totale Heidenheim               | Totale Heidenheim               | Totale Heidenheim               | 163        | 7          |                 | 9               | 0               |                    | -                  | -                  |             | -           | -           | 172    | 7      |
| 2018-2019                       | Wehen Wiesbaden                 | 3L                              | 25         | 2          | CG              | 1               | 0               |                    | -                  | -                  |             | -           | -           | 26     | 2      |
| 2019-2020                       | Wehen Wiesbaden                 | 2L                              | 18         | 0          | CG              | 0               | 0               |                    | -                  | -                  |             | -           | -           | 18     | 0      |
| Totale Wehen Wiesbaden          | Totale Wehen Wiesbaden          | Totale Wehen Wiesbaden          | 43         | 2          |                 | 1               | 0               |                    | -                  | -                  |             | -           | -           | 44     | 2      |
| 2020-2021                       | Hallescher                      | 3L                              | 26         | 0          |                 | -               | -               |                    | -                  | -                  |             | -           | -           | 26     | 0      |
| 2021-2022                       | Hallescher                      | 3L                              | 13         | 1          |                 | -               | -               |                    | -                  | -                  |             | -           | -           | 13     | 1      |
| Totale Hallescher               | Totale Hallescher               | Totale Hallescher               | 39         | 1          |                 | -               | -               |                    | -                  | -                  |             | -           | -           | 39     | 1      |
| Totale carriera                 | Totale carriera                 | Totale carriera                 | 339        | 25         |                 | 10              | 0               |                    | -                  | -                  |             | -           | -           | 349    | 25     |

## Palmarès

### Club

#### Competizioni nazionali
- 3. Liga: 1

Heidenheim: 2013-2014